# Uğur
Uğur (uːʁ) ist ein türkischer männlicher und weiblicher Vorname mit der Bedeutung „Glück“, der auch als Familienname vorkommt. Außerhalb des türkischen Sprachraums kann vereinzelt die Schreibweise Ugur auftreten.

## Namensträger

### Vorname
- Uğur Akdemir (* 1988), türkischer Fußballspieler
- Uğur Aktaş (* 1990), türkischer Fußballspieler
- Uğur Albayrak (* 1988), türkischer Fußballspieler
- Uğur Aygören (* 1994), türkischer Fußballspieler
- Uğur Bağışlayıcı (* 1972), türkisch-deutscher Kabarettist und Comedian, bekannt als Django Asül
- Uğur Boral (* 1982), türkischer Fußballspieler
- Uğur Bulut (* 1990), türkischer Fußballspieler
- Uğur Çiftçi (* 1992), türkischer Fußballspieler
- Uğur Dağdelen (1973–2015), türkischer Fußballspieler
- Uğur Daşdemir (* 1990), türkischer Fußballspieler
- Uğur Demirkol (* 1990), deutsch-türkischer Fußballspieler
- Uğur Demirok (* 1988), türkischer Fußballspieler
- Uğur Doğan (* 1954), türkischer Botschafter
- Uğur Dündar (Journalist) (* 1943), türkischer Journalist und Fernsehmoderator
- Uğur Dündar (Fußballspieler) (* 1992), deutsch-türkischer Fußballspieler
- Uğur Durmuş (* 1988), türkischer Fußballspieler
- Uğur Ekeroğlu (* 1996), deutsch-türkischer Schauspieler
- Uğur Erdener (* 1950), türkischer Augenarzt und Sportfunktionär
- Uğur İnceman (* 1981), türkischer Fußballspieler
- Uğur Rıfat Karlova (* 1980), türkischer Stand-up-Comedian und Schauspieler
- Uğur Kavuk (* 1979), türkischer Fußballspieler
- Uğur Köken (* 1937), türkischer Fußballspieler
- Uğur Arslan Kuru (* 1989), türkischer Fußballspieler
- Uğur Marmara (* 1987), türkischer Radrennfahrer
- Uğur Mumcu (1942–1993), türkischer Journalist und Schriftsteller
- Uğur Öztürkmen (* 1939), türkischer Fußballspieler
- Uğur Şahin (* 1965), türkisch-deutscher Mediziner (Immunologe, Onkologe) und Unternehmer
- Ugur Takoz (* 1967), deutscher Filmregisseur und Drehbuchautor
- Uğur Tezel (* 1997), deutsch-türkischer Fußballspieler
- Uğur Tütüneker (* 1963), türkischer Fußballspieler und -trainer
- Uğur Uçar (* 1987), türkischer Fußballspieler
- Uğur Üngör (* 1980), türkisch-niederländischer Genozidforscher
- Uğur Yıldırım (* 1982), niederländisch-türkischer Fußballspieler
- Uğur Yılmaz (* 1987), deutsch-türkischer Fußballspieler
- Uğur Yücel (* 1957), türkischer Schauspieler, Kabarettist, Filmproduzent und -regisseur

### Zwischenname
- Talha Uğur Çamlıbel (* 1954), Schweizer Politiker (Grüne Partei)
- İhsan Uğur Göktaş (* 1994), türkischer Fußballspieler
- Mehmet Uğur Tülümen (* 1985), türkischer Fußballspieler
- Emre Uğur Uruç (* 1994), türkischer Fußballspieler
- Eşref Uğur Yiğit (* 1945), türkischer Admiral

### Familienname
- Adnan Ugur (* 2001), belgischer Fußballspieler
- Ferhat Uğur (* 1996), türkischer Fußballspieler
- Mustafa Uğur (* 1963), türkischer Fußballspieler und -trainer
- Ömer Uğur (* 1954), türkischer Filmregisseur und Drehbuchautor
- Özkan Uğur (1953–2023), türkischer Musiker und Schauspieler